# ジュリアーナ (パレルモ県)
ジュリアーナ（イタリア語: Giuliana）は、イタリア共和国シチリア自治州パレルモ県にある、人口約1,800人の基礎自治体（コムーネ）。

## 地理

### 位置・広がり
パレルモ県のコムーネ。県都パレルモから南南西へ51kmの距離にある。

#### 隣接コムーネ
隣接するコムーネは以下の通り。括弧内のAGはアグリジェント県所属を示す。
- ビザックイーノ
- カルタベッロッタ (AG)
- キウーザ・スクラーファニ
- コンテッサ・エンテッリーナ
- サンブーカ・ディ・シチーリア (AG)